# Pratt & Whitney Canada PW100
Pratt & Whitney Canada PW100 é uma família de motores aeronáuticos turboélice, com potência de 2.000 a 5.000 hp (1.500 a 3.700 kW, fabricado pela subsidiária canadense da Pratt & Whitney. O primeiro modelo entrou em serviço no ano de 1984.

## Design
Originalmente chamado de PT7, os motores PW100 usam uma configuração relativamente não usual com três eixos. No PW100, um compressor centrífugo de baixa pressão (exceto no modelo PW150 que utiliza um compressor axial de baixa pressão de três estágios), movimentado por uma turbina de baixa pressão de um único estágio, superalimenta um compressor centrífugo de alta pressão, este último movimentado por uma turbina de alta pressão, também com apenas um único estágio. A força gerada é entregue à caixa de redução (gearbox) por um terceiro eixo, conectado a uma turbina livre de dois estágios.